# 小行星6510
小行星6510（英語：6510 Tarry）是一颗围绕太阳公转的小行星。1987年2月23日，卡罗琳·舒梅克、尤金·舒梅克在帕洛马山发现了此天体。
这颗小行星的绝对星等为88.97412010123362等。